# Cryptocarya triplinervis
Cryptocarya triplinervis là loài thực vật có hoa trong họ Nguyệt quế. Loài này được R.Br. miêu tả khoa học đầu tiên năm 1810.